# Coursera
Coursera (IPA изговор: //) je neprofitabilna obrazovna organizacija koja nudi veliki broj onlajn kurseva MOOCS. Osnivači ove organizacije su profesor informatike Andrew Ng i Daphne Koller sa Stanford Univerziteta. Coursera sarađuje sa mnogo univerziteta kako bi obezbedila onlajn kurseve. Kursevi koji se mogu pohađati su iz oblasti fizike, elektrotehnike, hemije, medicine, biologije, sociologije, matematike, informatike, ekonomije itd. U aprilu 2014, Coursera je imala 7,1 milion korisnika i 641 kurs, sa 108 univerziteta.

## Kursevi
Kursevi širokog spektra koji se protežu od humanističkih nauka, medicine, biologije, sociologije, matematike, ekonomije, i informatike, kao i drugih oblasti traju od nekoliko nedelja do nekoliko meseci. Koncipirani su na principu interaktivnog online učenja gde kompletan nastavni materijal i podršku eminentnih predavača polaznici dobijaju besplatno. Na kraju svakog modula polaže se test i dobija sertifikat o savladanom programu. Ovaj tip seminarskih studija nije deo standardnog obrazovanja, i polaznici taj kredit ne mogu koristiti kao zamenu za predmete koje slušaju na matičnim fakultetima ako su studenti, ali je znanje koje dobijaju dragoceno. Coursera smanjuje troškove kurseva koje nudi korišćenjem instant računara zasnovan na obeležavanju prema potrebi.

### Šta čini ove kurseve posebnim?
Online kursevi su dostupni već duže vreme. Razlikuje ih činjenica da je ovo pravo iskustvo kursa. Počinje određenog dana, i polaznici kursa gledaju video snimke na nedeljnoj bazi i rade domaće zadatke. Ovo su pravi domaći zadaci za pravu ocenu, sa pravim rokom. Na kraju kursa, polaznici dobijaju sertifikat. Oni mogu da predstave taj sertifikat svojem poslodavcu i time dobiju bolji posao.

#### Samoobrazovanje
Samoobrazovanje je poseban vid obrazovanja koji se ostvaruje spostvenim naporom i po pravilu bez neposredne pomoći drugih ljudi. U 21. veku uz neverovatno razvijene tehnologije, klasično obrazovanje sve više i više gubi svoj smisao u onom obliku kako je funkcionisalo pre 30 i više godina. Naime, zahvaljujući pristupu svim mogućim informacijama i literaturi, danas su učenici i studenti u mogućnosti da bez problema znaju i saznaju više i od njihovih profesora. Danas svako ima mogućnost da uči više, brže i bolje. Stranice poput Coursere nam nude besplatnu literaturu, ali i omogućavaju da besplatno i u kućnoj atmosferi slušamo i gledamo neke od najboljih profesora i predavača na svetu.

## Obrazovni uticaj
Svako ko ima pristup Internetu ima mogućnost da dobije visoko obrazovanje, dok je učenje svako prilagođuje tempu kakav mu odgovara. Čak i u lokalnim institucijama koje nemaju elitne profesore, studenti mogu da se rukovode i motivišu resursima koje obezbeđuje Coursera.

## MOOC Tehnologija
Pre digitalnog doba, učenje na daljinu se pojavilo u obliku kurseva korespondencije, emitovanje kurseva i ranih oblika e-učenja. MOOCs imaju vrlo kratku istoriju. Ona je rasla iz približavanja obrazovanja na daljinu i moć Interneta u kasnim 1990im i početkom 2000ih. MOOCs je pokrenut u SAD, kada su nekoliko profesora Univerziteta Stenford počeli da nudi svoje kurseve online. Sebastjan Trun je ponudio Uvod u veštačku inteligenciju na mreži.
Tehnologija koja je potrebna za MOOC se zasniva na jednostavnim otvorenim internet platformama. Većina MOOCs se isporučuju putem online videa. Oni zahtevaju saradnju mnogih ljudi, uključujući snimatelje, dizajnere, IT stručnjake i specijaliste za platforme. Sve u svemu, ovi kursevi zahtevaju mnogo više rada za proizvodnju, od jednostavnog kursa. Na Univerzitetu, gde bi kurs držao jedan profesor i možda nekoliko njegovih asistenata, broj studenata koji bi pohađali kurs dostigao bi maksimum od 100 do 300 studenta. Pa ipak, mogućnosti kursa koji je jednom postavljen na mrežu su ogromne. Jedan profesor može edukovati hiljade studenata odjednom.
MOOCs takođe zavisi od toga da li ima pristup pouzdanim Internet vezama velike brzine i Internet pretraživačima koji omogućavaju deljenje medijskog sadržaja. Zbog moći današnjih servera, praktično je neograničen broj ljudi koji mogu istovremeno da se upišu na kurs. Većina današnjih kurseva uključuju profesora ili instruktora koji govore pred kamerom, a predavanja prate animacija ili PowerPoint slajdovi, dok nivo sofisticiranosti nastave varira.
Ključna razlika između MOOCs i jednostavnog edukativnog videa je, da MOOCs obično imaju neki oblik provere naučenog. U suštini postoje dva načina takve provere. Prvi je da se snimak završava kvizovima ili testovima. Drugi je pisana provera, a ocenjivanje se vrši od strane drugih vršnjaka. S obzirom da se ponekad na hiljade studenata prijave za poneki kurs, ocenjivanje od strane instruktora nije uvek praktično. Vršnjačko ocenjivanje pomaže da se ublaži taj problem. Međutim, takva vrsta provere ima svoje nedostatke, uključujuči relevantnost i kvalitet.

## VEB forumi
Veb forumi su obezbeđeni za kurseve, a neki studenti mogu da dogovore razgovor licem u lice preko sajta meetup.com, ili online meetups. Međutim Coursera Honor Code zabranjuje kopiranje odgovora, dakle diskusijom ne bi trebalo da se razmenjuju odgovori, ali bi trebalo da obezbedi zdravu debatu.

## Partneri
Coursera je počela da radi u aprilu 2012. sa Stanford Univerzitetom, Princeton, univerzitetom u Mičigenu, Univerzitetom u Pensilivaniji. U julu 2012. je dodato još 12 partnera, a zatim još 17 u septembru 2012. godine. U februaru 2013, kompanija je najavila još 29 partnerskih Univerziteta. Sadašnji ukupan broj partnera je 108.
Krajem oktobra 2013, Coursera se udružila sa SAD Stejt Departmentom da omogući učenje širom sveta. Međutim, u januaru 2014. Stejt department je objavio Courseri da blokiraju pristup svojim kursevima iz Irana, Sudana i Kube.

## Zemlje partneri
Coursera sarađuje sa univerzitetima iz više od 22 zemlje, neke od njih su: Australia, Kanada, Ujedninjeno Kraljevstvo, Danska, Francuska, Japan, Meksiko, Španija, i Turska. Coursera je 3. juna 2014. rekla da blisko sarađuje sa vlastima u vezi dodela licenci i dozvola, i kao rezultat toga, iranski učenici će ponovo dobiti pristup Courseri.

## IT infrastruktura
Courseru vodi nginx web server na Linux operativnom sistemu na Amazon web servis platformi. Podaci se čuvaju u Amazon S3, i sajt pretraživanjem upravlja CloudSearch koji pretražuje gotovo 4,3 miliona dokumenata na sajtu. Svakog meseca Courserin server odgovori na 10 milijardi sql upita. Coursera opslužuje oko 500TB saobraćaja mesečno.

## Literatura
- Wolfe, C., & Wolfe, C. R. (2001). Learning and teaching on the world wide web. San Diego, Calif. ; London: Academic.
- Open Education Europa
- The College of St. Scholastica, "Massive Open Online Courses Архивирано на веб-сајту  (14. јул 2014)
- TED talks about MOOC
- „The Go Free”. Amazon.
- „The Future of Education”. Amazon.

## Spoljašnje veze
- Coursera oficial
- O MOOC-u
- Šta je MOOC?/What is MOOC?